# Panamerikanische Spiele 2019/Leichtathletik – 3000 m Hindernis der Frauen

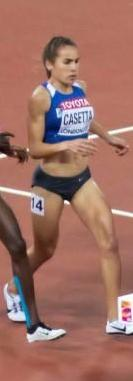
Belén Casetta (2017) gewann die Bronzemedaille

Der 3000-Meter-Hindernislauf der Frauen bei den Panamerikanischen Spielen 2019 fand am 10. August im Villa Deportiva Nacional in der peruanischen Hauptstadt Lima statt.
13 Läuferinnen aus neun Ländern nahmen an dem Lauf teil. Die Goldmedaille gewann Geneviève Lalonde nach 9:41,45 min, was auch ein neuer Rekord der Panamerikanischen Spiele war. Silber ging an Marisa Howard mit 9:43,78 min und die Bronzemedaille gewann Belén Casetta mit 9:44,46 min.

## Rekorde
Vor dem Wettbewerb galten folgende Rekorde:
| Weltrekord        | Beatrice Chepkoech | 8:44,32 min | Herculis (IAAF Diamond League), Monaco     | 20. Juli 2018 |
| Rekord der Spiele | Ashley Higginson   | 9:48,12 min | Panamerikanische Spiele in Toronto, Kanada | 24. Juli 2015 |

## Ergebnis
10. August 2019, 15:10 Uhr
| Platz | Athletin          | Land               | Zeit (min)  |
| ----- | ----------------- | ------------------ | ----------- |
|       | Geneviève Lalonde | Kanada             | 9:41,45 PR  |
|       | Marisa Howard     | Vereinigte Staaten | 9:43,78     |
|       | Belén Casetta     | Argentinien        | 9:44,46     |
| 4     | Tatiane da Silva  | Brasilien          | 9:56,19     |
| 5     | Regan Yee         | Kanada             | 10:00,08    |
| 6     | Katerine Tisalema | Ecuador            | 10:06,74 SB |
| 7     | Rina Cjuro        | Peru               | 10:08,12 PB |
| 8     | Simone Ferraz     | Brasilien          | 10:11,04    |
| 9     | Andrea Ferris     | Panama             | 10:17,21    |
| 10    | Rolanda Bell      | Panama             | 10:34,76    |
| 11    | Margarita Núñez   | Peru               | 10:55,77    |
|       | Natali Mendoza    | Mexiko             | DNF         |
|       | Tania Chavez      | Bolivien           | DSQ 1       |
|       | Allie Ostrander   | Vereinigte Staaten | DNS         |